# Włośnianka kropkowana
Włośnianka kropkowana (Hebeloma punctatum (Fr.) P. Kumm.) – gatunek grzybów należący do rodziny pierścieniakowatych (Strophariaceae).

## Systematyka i nazewnictwo
Pozycja w klasyfikacji według Index Fungorum: Hebeloma, Strophariaceae, Agaricales, Agaricomycetidae, Agaricomycetes, Agaricomycotina, Basidiomycota, Fungi.
Po raz pierwszy opisał go w 1828 r. Elias Fries, nadając mu nazwę Agaricus punctatus. W 1871 r. Paul Kummer przeniósł go do rodzaju Hebeloma. Brak typu nomenklatorycznego. Polską nazwę nadał Władysław Wojewoda w 2003 r.

## Morfologia
Diagnoza taksonomiczna podana przez E. Friesa:
Kapelusz
O szerokości 2,5–5 cm, lekko mięsisty, początkowo wypukły, ale szybko staje się płaski z niewielkimi, śluzowatymi brodawkami i powierzchnią lepką o barwie skórki chleba lub ceglastoczerwoną, w eksykatach blednącą.
Blaszki
Przyrośnięte, później nieco bardziej zwężone, o szerokości około 4 mm, dość gęste, płaskie, blade, wodniste jasnobrązowe, później niewyraźnie czerwonobrązowe. Ostrza całkowicie gładkie.
Trzon
Wysokość 3–7,5 cm, grubość 0,4–0,9 cm, równy, po wyschnięciu pusty. Powierzchnia czerwonobrązowa, na końcu białawo-sina, włóknista lub z łuskowatymi i przylegającymi, bladymi resztkami osłony.
Zarodniki
W kolorze gliny.
Komentarz
Na podstawie diagnozy podanej przez E. Friesa nie da się dokładnie określić gatunku, uniemożliwia to także brak typu nomenklatorycznego.

## Występowanie i siedlisko
W Polsce podano 3 stanowiska w latach 1889, 1933, 1955. Według W. Wojewody występowanie tego gatunku w Polsce jest niepewne, być może na opisanych stanowiskach został źle oznaczony.
Naziemny grzyb mykoryzowy występujący w lasach i na polanach, zwłaszcza pod dębami.